# Biglietto

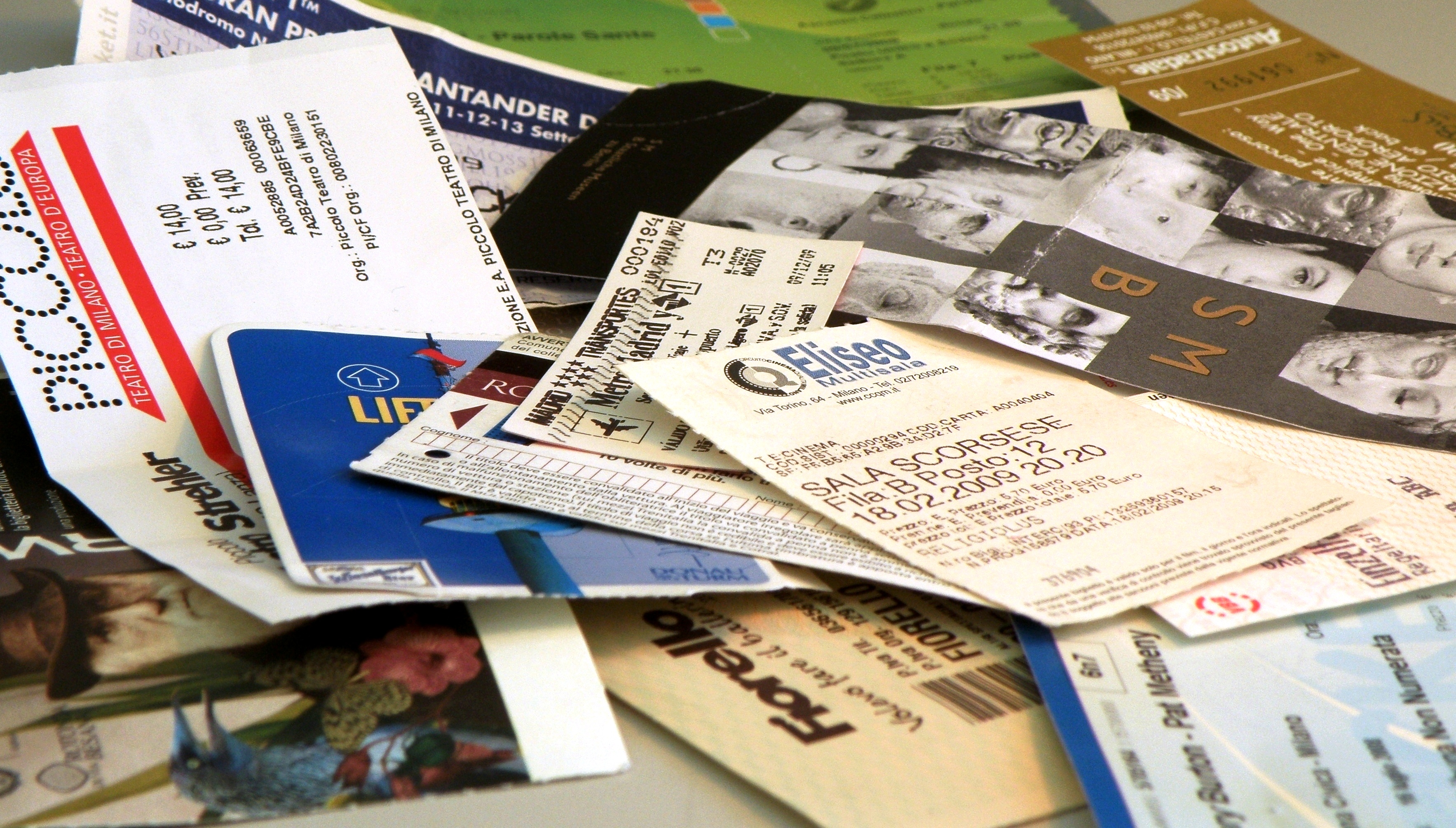
Diversi biglietti

Un biglietto è un piccolo foglio di carta sul quale vengono scritti appunti, brevi scritti o disegni anche in funzione di messaggi, auguri o saluti, promemoria. La funzione tipica del biglietto, in ambito commerciale o simili, è l'esposizione (preventiva o consuntiva) di una spesa o di una prenotazione (riserva, impegno) per una determinata attività che può comportare una spesa (quando è immediata e parziale, si parla di «prenotazione con caparra»).
Il biglietto cartaceo si distingue dal biglietto elettronico per essere «materializzato».
Comuni esempi di biglietto cartaceo:
- piccolo tagliando che rappresenta il pagamento effettuato per accedere ad uno spettacolo o per usufruire di un servizio di trasporto pubblico (in questo secondo caso detto anche titolo di viaggio): il biglietto o lo scontrino costituisce titolo contrattuale ai fini delle modalità di consegna del servizio o della garanzia di legge associata ad un prodotto acquistato;
- come contrassegno per partecipare ad una estrazione (lotteria);
- cartoncino stampato (biglietto da visita) che riporta il nome, i titoli ed eventualmente l'indirizzo di una persona (latore), utilizzato per annunciarsi, per presentarsi o per memoria;
- moneta emessa dalla banca centrale in diversi tagli (biglietto di banca o banconota) e che rappresenta il controvalore della cifra riportata;
- foglietto contenente delle note o un avviso che si consegna ad una persona come pure il comune post it che si attacca come memo;
- etichette di identificazione o schedine di compilazione;
- scontrini/ricevute (anche non fiscali) di prenotazione/acquisizione di vari servizi o eventi (il parcheggio pubblico, un viaggio, ecc.), il cosiddetto "buono" per sconti o simili, la "comanda" per ordinazioni;
- biglietto autostradale, per identificare una stazione di entrata e per pagare il pedaggio relativo alla percorrenza effettuata, solitamente è dotato di una banda magnetica.

## Galleria d'immagini

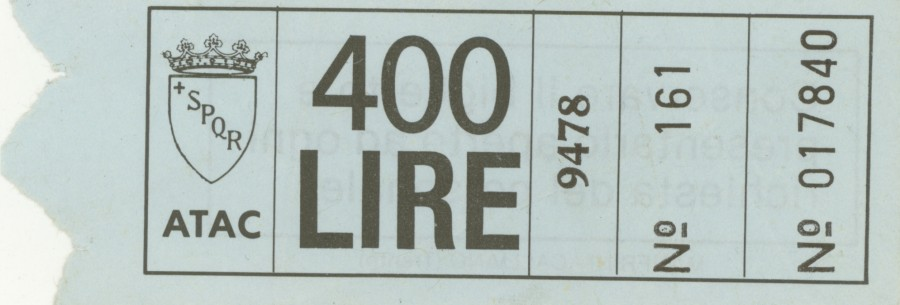
Biglietto ATAC degli anni settanta
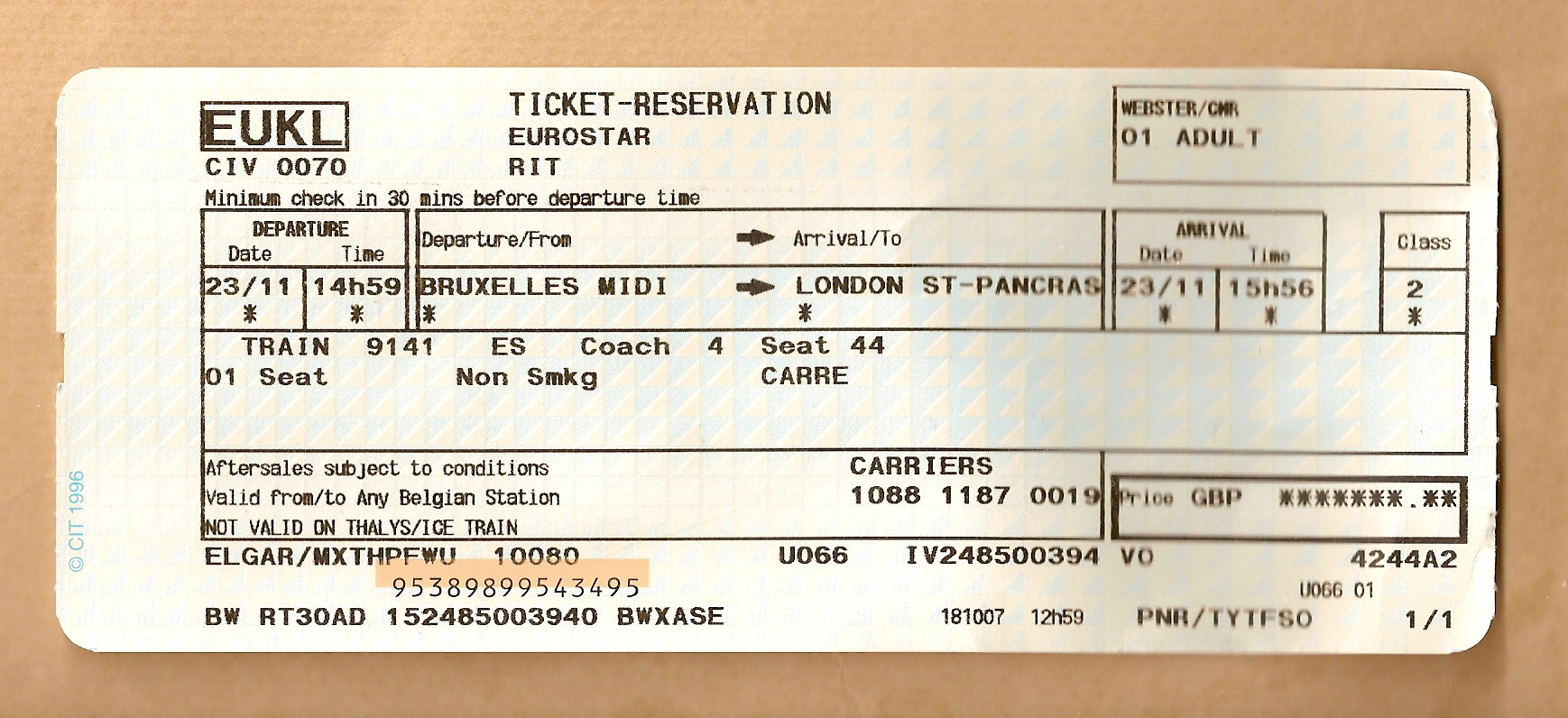
Un biglietto ferroviario
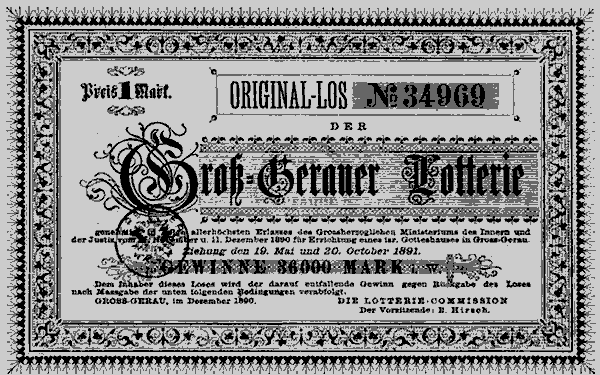
Biglietto di una lotteria emesso nel 1892
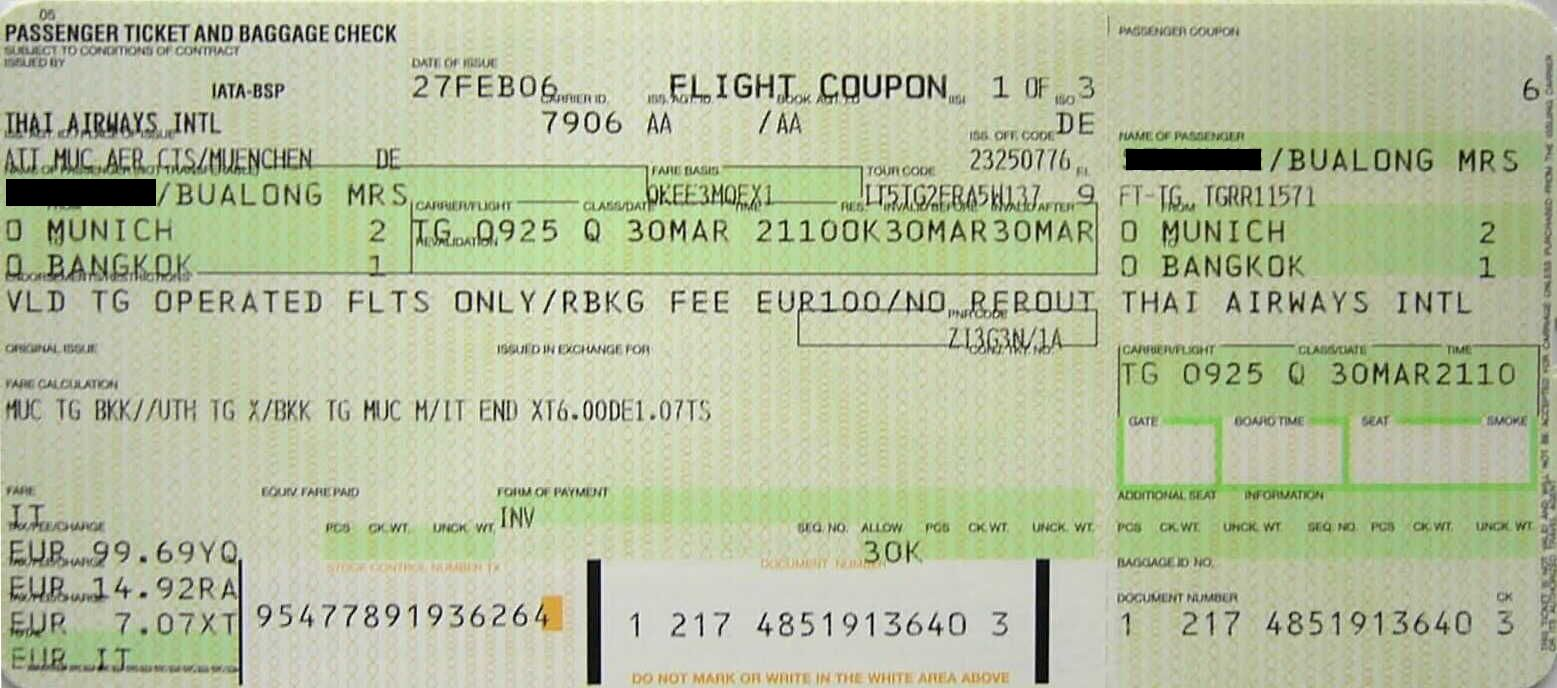
Biglietto aereo
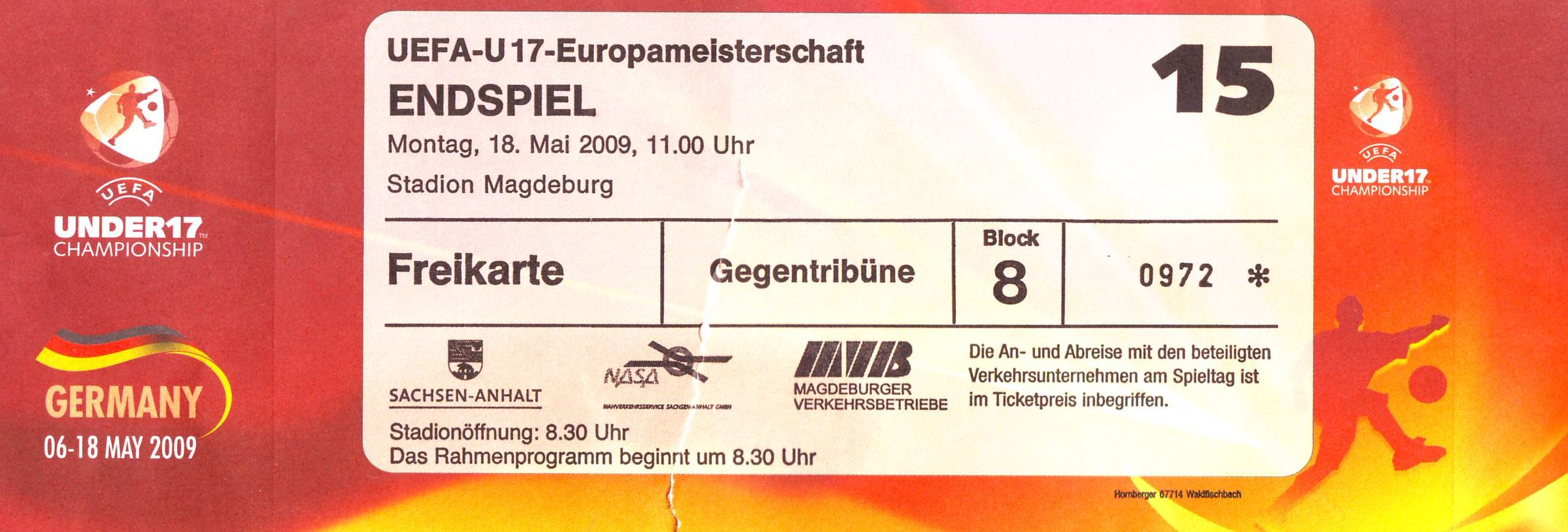
Biglietto (Titolo di accesso) per un incontro calcistico
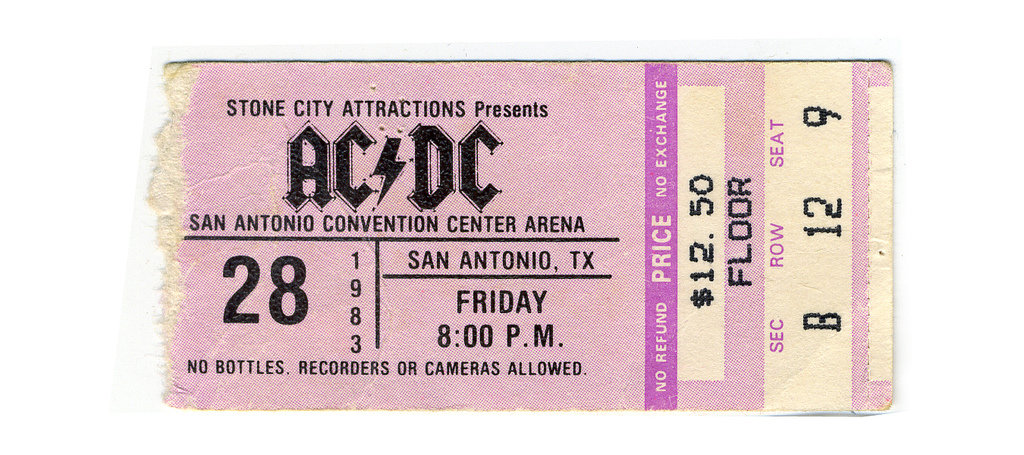
Biglietto (Titolo di accesso) per un concerto
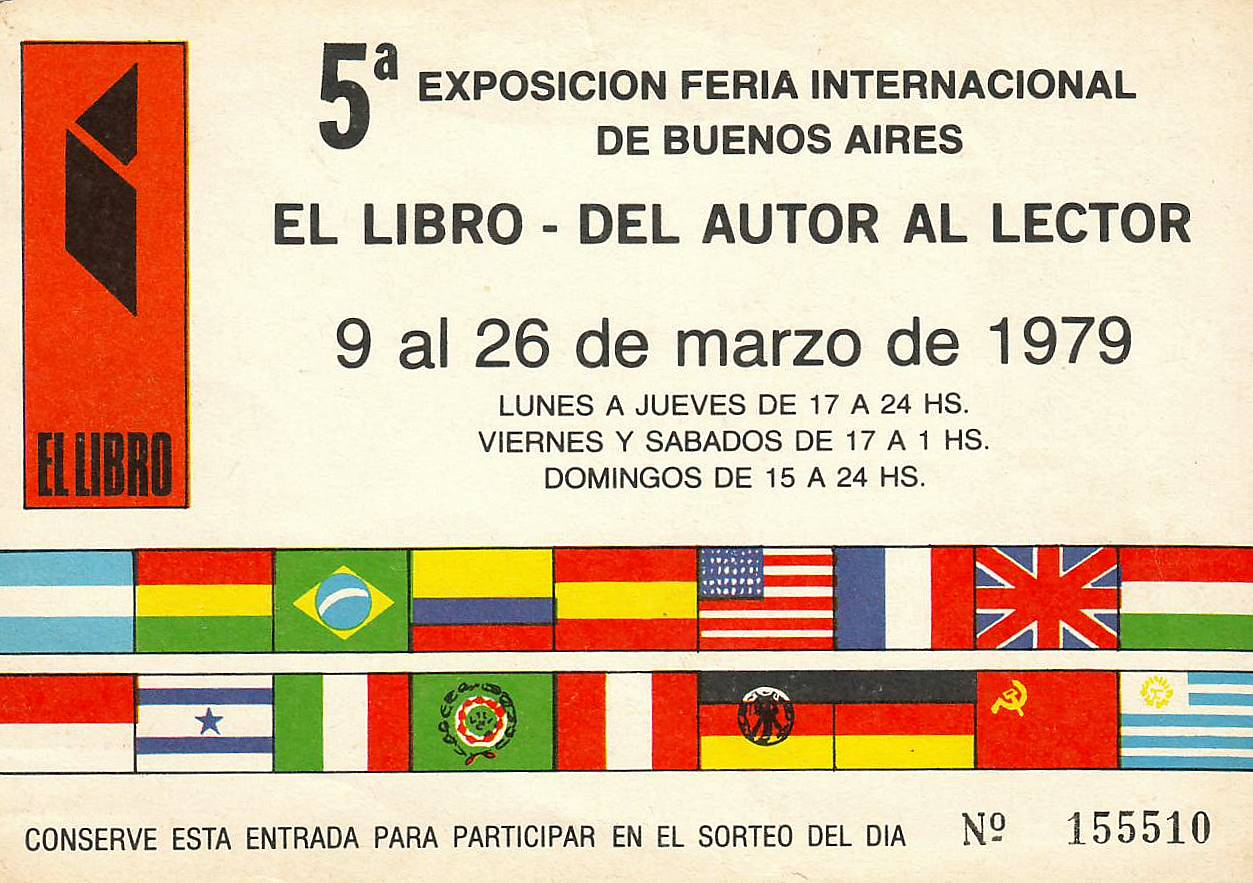
Biglietto (Titolo di accesso) per la fiera internazionale del libro, Buenos Aires, 1979
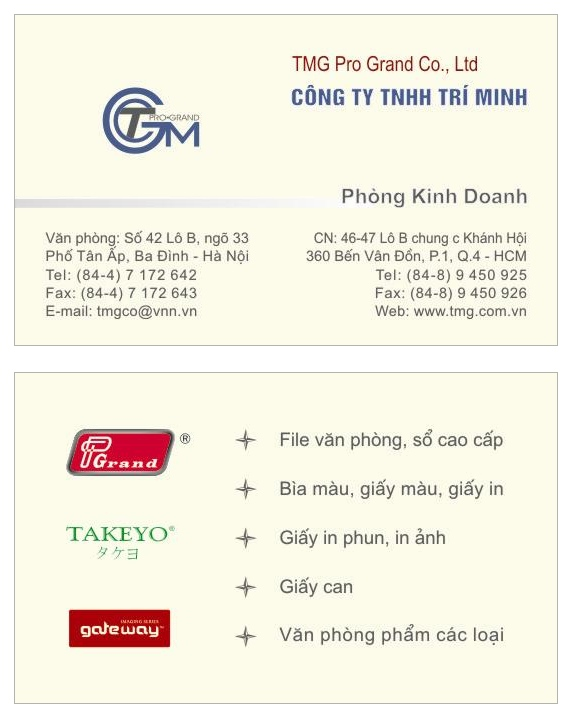
Biglietto da visita
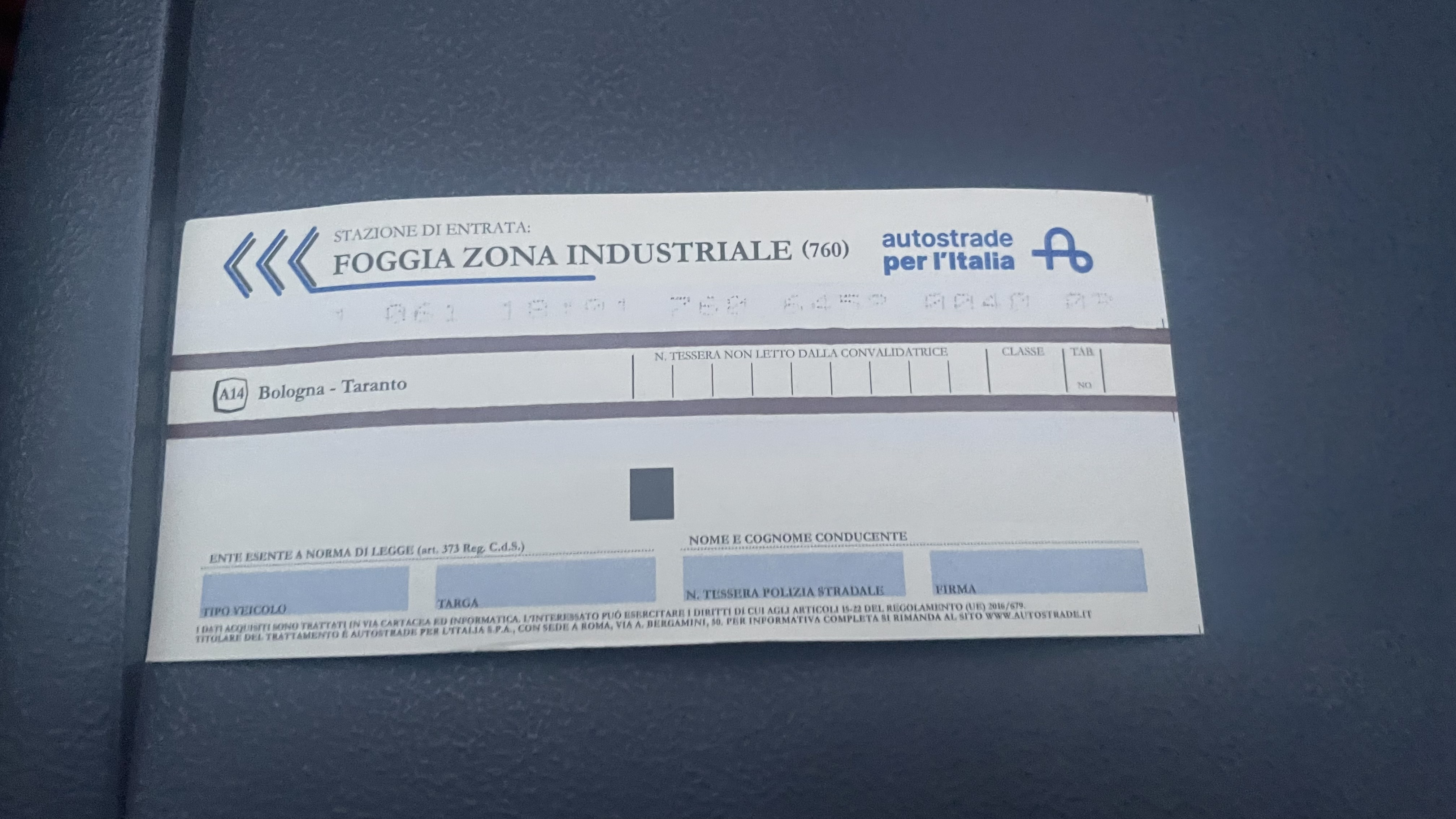
Biglietto autostradale magnetico di Autostrade per l'Italia